# Guerra de petrodólares
La guerra de petrodólares o guerra de divisas es una hipótesis que afirma que muchas maniobras internacionales tienen lugar para apoyar el actual sistema de moneda fiduciaria en cual la importancia del dólar estadounidense se determina por el hecho de que los precios de muchas mercancías como por ejemplo la energía, el petróleo y el gas, se denominan en dólares. Debido a que muchos países guardan grandes cantidades de dólares como reservas, estas pueden usarse para comprar estas mercancías sin la necesidad de conversión de divisas. Si la denominación de los precios de las mercancías se cambiaran a otra divisa, por ejemplo el euro, muchos países venderían los dólares causando un desplazamiento de las reservas a esta moneda. De acuerdo con la ley de oferta y demanda esto debilitaría al dólar.
El excongresista estadounidense Ron Paul defiende la idea de que los imperios se han sostenido por la continua expansión y explotación, y cuando ya no pueden hacer esto entonces colapsan. Según él, los Estados Unidos hacen lo mismo a través de la emisión de dólares que no están referenciados a una mercancía como el oro, por lo cual él predice que los Estados Unidos colapsarían si la hegemonía del dólar no se mantiene y propone que de nuevo el dólar sea respaldado por el oro. Según Ron Paul, las guerras y los conflictos en los estados que producen petróleo suceden para mantener la hegemonía del dólar.

## Antecedentes
Desde el año 1971, cuando el dólar dejó de ser respaldado por el oro, su valor no ha estado ligado explícitamente a ninguna mercancía. Sin embargo, en la práctica se ha ligado al petróleo del Medio Oriente, desde los acuerdos de 1974 en los cuales Estados Unidos se compromete a garantizar la seguridad de la monarquía en Arabia Saudita.
En el año 2000, Irak convirtió todas sus transacciones petroleras a euros. Cuando los Estados Unidos invadieron Irak, una de las primeras medidas económicas tomadas fue la de volver a convertir todas estas transacciones de euros a dólares.
China y Rusia han propuesto la creación de una moneda supranacional a raíz de la Crisis Financiera Global. El objetivo según estos dos países es el de tener una moneda que sea estable a largo plazo y su emisión no dependa de decisiones políticas internas de ningún país individual y por lo tanto no posea las deficiencias inherentes a las monedas nacionales. Dentro de esta alternativa, China y Rusia han sugerido que sean el Fondo Monetario Internacional o el Banco Mundial las organizaciones encargadas de emitir la moneda supranacional.
El presidente de Venezuela Nicolás Maduro ha propuesto el petro, una moneda supranacional que sustentaría en las grandes reservas de petróleo de los países productores del crudo. como moneda de reserva internacional para reemplazar el dólar y hacer frente a los problemas de inestabilidad económica causados por la generación de dinero inorgánico.
Un panel de economistas de las Naciones Unidas también propuso el 18 de marzo de 2009 la creación de una nueva divisa global para reemplazar el sistema volátil basado en el dólar y para dar pasos coordinados para estimular la economía.

## Acontecimientos en desarrollo

### Bolsa petrolera iraní
Irán planeaba abrir el 20 de marzo de 2006 una bolsa internacional de petróleos negociada en euros. La apertura fue pospuesta para mediados del 2006. Proponentes de esta teoría creen que ésta es la razón principal por la cual los Estados Unidos quieren derrocar al régimen iraní y asegurar que el petróleo se siga denominando y pagando en dólares.
La creación de la bolsa petrolera iraní pondría fin del monopolio del petrodólar en el mercado del crudo. Se especula que el cobro de euros en lugar de dólares causará una reacción en cadena en la cual más y más consumidores y productores de petróleo lo comercializarán en euros, forzando también eventualmente a los Estados Unidos a pagar en euros. Esto significaría que los Estados Unidos tendrían que hacer lo mismo que los demás países tienen que hacer, buscar la forma obtener la divisa extranjera para poder pagar el petróleo.
En el 2006 el déficit en Estados Unidos por concepto de derivados del petróleo fue cercana a los $300 mil millones. Mientras el dólar permanezca como moneda de reservas y el petróleo se tenga que pagar en dólares, los EE. UU. pueden pagar simplemente mediante la impresión de más títulos energéticos en la forma de bonos del tesoro.

### Bolsa petrolera rusa
Por su parte Rusia ha resaltado la reciente inestabilidad del dólar y puesto en duda su confiabilidad como moneda de reserva internacional. El ministro de finanzas ruso, Alexei Kudrin, señalaba en la reunión anual del Fondo Monetario Internacional (abril de 2006) que el dólar se ha devaluado un 40 % con respecto al euro en los últimos años, lo cual causa preocupación puesto que Rusia la usa como moneda de reserva.
Las declaraciones del ministro ruso se recibieron en Estados Unidos como una advertencia de que ese país podría desplazar sus reservas en dólares hacia una divisa que no pierda su valor con respecto al euro.
Rusia es una de los mayores exportadores de petróleo y gas hacia Europa y estos recursos son avalados y pagados en dólares, sin embargo existe la posibilidad de que este comercio se realice en euros. De ocurrir esto el euro desafiaría la hegemonía del dólar, el cual se devaluaría aún más afectando seriamente la economía estadounidense.
El 10 de mayo de 2006, el presidente ruso Vladímir Putin, anunció la creación de una Bolsa Petrolera en rublos para vender petróleo y gas, el propósito de la cual es convertir al rublo en una moneda internacional que además pueda utilizarse para pagar otro tipo bienes y mercancías. Con este proyecto, el rublo entra a competir con el dólar y el euro como moneda de reserva internacional.
Según información entregada por el Banco Central de Rusia, el 70% de las reservas en moneda extranjera de Rusia eran en dólares, mientras que el 25% en euros. El 8 de junio de 2006 Banco Central de Rusia desplazó otra parte de sus reservas internacionales a euros, la distribución final de las cuales quedó así: 50% en dólares, 40% en euros y un 10% en libras esterlinas. Esa misma fecha el Sistema Mercantil Ruso (RTS) comenzó a realizar transacciones de petróleo Ural en rublos.